# 73891 Pietromennea
73891 Pietromennea este o planetă minoră (asteroid) din centura de asteroizi. A fost descoperită pe 10 martie 1997 la osservatorio Colleverde di Guidonia⁠(d) de Vincenzo Silvano Casulli⁠(d). 
Obiectul prezintă o orbită caracterizată de o semiaxă mare de 2,5268505185309 UAi, o excentricitate de 0,2, o înclinație de 2,7 ° în raport cu ecliptica.